# 唐寬 (成化進士)
唐寬（1438年—？年），字栗夫，應天府上元縣人，匠籍，治《詩經》。

## 生平
四月二十八日生，行一，由國子生中式應天府鄉試第八十名舉人，會試中式第一百三十六名。年二十九歲中式成化二年丙戌科第三甲第八十四名進士。授江西安福县知县。

## 家族
曾祖唐世隆；祖唐思敬；父唐仲節；母包氏。重慶下，妻陳氏，弟宏；宣；宜；宇；賓；容；寰；寶。